# Распопов, Владимир Павлович (конник)
Влади́мир Па́влович Распо́пов (20 апреля 1927, Долгое, Орловская губерния — 1999, Москва) — советский конник, участник трёх Олимпийских игр. Мастер спорта СССР (1955), судья республиканской категории (1971).

## Биография
Родился в семье служащих.
Участник Великой Отечественной войны, призван 4 июля 1944 года. Звание — старший лейтенант. Награждён медалями «За боевые заслуги», «За победу над Германией в Великой Отечественной войне 1941—1945 гг.». В армии в 1944 году начал заниматься конным спортом и в 1947 году окончил кавалерийское училище. Служил инструктором в манеже Министерства обороны СССР.

### Спортивная карьера
В чемпионатах СССР начал участвовать с 1955 года, в 1955—1961 годах входил в состав сборной СССР по конкуру. С 1953 по 1962 год находился в составе конноспортивной команды ЦСКА. С 1962 года работал тренером в различных конноспортивных школах, в том числе в «Битце».
Участник трёх Олимпиад: 1952, 1956 и 1960 годов.
В 1952 году принимал участие в соревнованиях по личной и командной выездке на Имениннике. В личном первенстве занял 19-е место, в командном вместе с Василием Тихоновым и Николаем Ситько — 7-е.
В 1956 году участвовал в личном и командном конкуре на Кодексе. В индивидуальных соревнованиях занял 39-е место, в командных вместе с Андреем Фаворским и Борисом Лиловым не смог финишировать.
В 1960 году в командном конкуре на Кодексе вместе с Андреем Фаворским и Эрнестом Шабайло также не смог финишировать.
Победитель Кубка наций по конкуру 1959 в команде с Эрнестом Шабайло, Борисом Лиловым и Андреем Фаворским. Прошёл препятствия без штрафных очков. Выступал на запасном жеребце англо-текинской породы по кличке Сед, так как его лошадь Кодекс перед соревнованиями захромала.
Победитель Кубка СССР по преодолению препятствий 1960.
Похоронен на Николо-Архангельском кладбище.